# SEIKO CALL 〜Live'85〜
『SEIKO CALL 〜Live'85〜』（セイコ・コール 〜ライヴ'85〜）は、松田聖子のライブ・ビデオ。1985年8月1日発売。発売元はCBS・ソニー。

## 解説
同年4月〜5月に行われたコンサート・ツアー「SEIKO PRISM AGENCY」の模様を収録したライヴ・ビデオ。
結婚に伴う一時休業前最後のコンサート・ツアーでもあった。
2005年6月8日発売の25周年記念DVD-BOX『25th Anniversary Seiko Matsuda PREMIUM DVD BOX』の中の一枚としてDVD化された後、2018年11月14日にBlu-ray Discとして発売された。

## 収録曲
1. 青い珊瑚礁
2. 夏の扉
3. 渚のバルコニー
4. 小麦色のマーメイド
5. 白いパラソル
6. 秘密の花園
7. ハートのイアリング
8. セイシェルの夕陽
9. Sleeping Beauty
10. ボーイの季節
11. ガラスの林檎
12. 瞳はダイアモンド
13. ピンクのモーツァルト
14. 時間の国のアリス
15. マイアミ午前5時
16. マンハッタンでブレックファスト
17. 密林少女
18. 天使のウインク
19. 天国のキッス
20. Rock'n Rouge
21. 赤いスイートピー
22. Only My Love